# Station Harderwijk
Station Harderwijk is een spoorwegstation in het Gelderse Harderwijk aan de spoorlijn Amersfoort - Zwolle (Centraalspoorweg), geopend op 20 augustus 1863.

## Geschiedenis
De stationsvoorzieningen werden in de eerste jaren uitgevoerd vanuit houten hulpgebouwen van de aannemers die na het bouwen van de lijn zijn blijven staan. In 1865 werd het stationsgebouw van het Standaardtype NCS 1e klasse geopend. Rond 1913/1914 werd het station uitgebreid met een eilandperron met een overkapping. In 1983 werd het stationsgebouw vervangen door het eenvoudiger modern gebouw. De oude overkapping van het eilandperron werd hierbij gehandhaafd.
In mei 2006 is het perron zo'n 100 meter verlengd. De verhoging om op het platform te komen is hierbij verplaatst.

## Station 2016
Het complete station van Harderwijk is vanaf begin 2015 op de schop gegaan. Er is eerst begonnen met het gereedmaken van de stationsomgeving voor de nieuw te bouwen tunnel, die de te drukke spoorwegovergang aan de Oranjelaan heeft vervangen. De tunnel bevindt zich aan de westzijde van het station en loopt onder het perron door. De fietsenstalling is verhuisd van de oostzijde naar de westzijde van het station. Aan de oostzijde van het nieuwe station is een busstation ingericht. Ook het stationsgebouw is afgebroken om plaats te maken voor een moderner alternatief. Op vrijdag 16 september 2016 werd het nieuwe station geopend.

## Wensen en plannen
Veel Harderwijkse politieke partijen voeren actie voor een intercitystation. Als argumenten worden aangevoerd dat Harderwijk meer in- en uitstappers heeft dan veel andere intercitystations, dat in de spits voldoende ruimte is in de dienstregeling om de intercity een stop van twee minuten te laten maken en dat een intercitystop de files rond Amersfoort zal doen afnemen. Het perron is echter nog te kort voor lange intercity's. De NS liet weten dat Harderwijk voor 2013 zeker geen intercitystatus zou krijgen. Daarvoor waren er te veel doorgaande reizigers en te weinig in- en uitstappers. Harderwijk verwerkte in 2007 gemiddeld 5500 reizigers per dag.
Vanaf 2016 zou Harderwijk een Randstadspoorstation worden. Dit houdt in dat er ieder kwartier een trein moest gaan stoppen in de richting van Amersfoort en Utrecht. De NS, provincie Gelderland, Bestuur Regio Utrecht en de gemeentes Harderwijk, Ermelo, Putten en Nijkerk hadden ingestemd met de aanleg van de noodzakelijke voorzieningen. Ook Ermelo en Nijkerk zouden daarmee een kwartiersverbinding met Amersfoort en Utrecht krijgen. Omdat de intercity's de sprinters bij Putten inhalen zou een stop in Putten voor te veel vertraging voor de intercity's zorgen, daarom zouden deze extra sprinters niet stoppen in Putten.
NS en ProRail gaan wel kijken of in de toekomst de sprinters wel in Putten kunnen stoppen. Volgens ProRail is een investering van 35 miljoen euro noodzakelijk om het station in Harderwijk voor Randstadspoor om te bouwen. De grootste kosten zitten in een aanleg van een nieuwe tunnel bij het station en het aanleggen van een inhaalspoor voor intercity's. Daarnaast moest er bij Harderwijk een keervoorziening komen zodat de Randstadspoortreinen via een zijspoor en wissels weer op de hoofdbaan naar Amersfoort kunnen komen. In 2013 bleek echter dat het vanwege veiligheidsredenen niet haalbaar is om vanaf 2016 twee extra sprinters te laten rijden. Uiteindelijk gingen er sinds de dienstregeling van 2020 wel extra sprinters rijden tussen Harderwijk en Amersfoort, met Nijkerk als enige tussenstop. De extra sprinters zullen in de dienstregeling van 2023 samen met veel andere spitstreinen niet meer rijden in verband met het personeelstekort van Nederlandse Spoorwegen.

## Bediening
Station Harderwijk wordt bediend door de volgende treinseries:
| Serie | Treinsoort    | Route                                                                            | Bijzonderheden |
| ----- | ------------- | -------------------------------------------------------------------------------- | --- |
| 5300  | Sprinter (NS) | Amersfoort Centraal – Nijkerk – Harderwijk                                       | Rijdt van maandag t/m donderdag in de ochtendspits naar Amersfoort Centraal en in de middagspits naar Harderwijk. Stopt niet in Amersfoort Schothorst, Amersfoort Vathorst, Putten en Ermelo. |
| 5600  | Sprinter (NS) | Utrecht Centraal – Utrecht Overvecht – Amersfoort Centraal – Harderwijk – Zwolle | |

## Overig openbaar vervoer
Station Harderwijk wordt bediend door lijnbussen van EBS. De volgende buslijnen doen het station aan:
| Lijn | Bestemming                           | Via                                                                               | Soort          | Bijzonderheden                                                                |
| ---- | ------------------------------------ | --------------------------------------------------------------------------------- | -------------- | ----------------------------------------------------------------------------- |
| 1    | Harderwijk Station                   | Centrum, Zeebuurt, Frankrijk, Stadsdennen                                         | Stadsbus       | Ringlijn. 's Avonds en in het weekend als ReserveerRRReis.                    |
| 101  | Amersfoort Centraal Station          | Ermelo, Putten, Nijkerk                                                           | Streekbus      | 's Avonds en in het weekend als ReserveerRRReis binnen Harderwijk.            |
| 104  | Barneveld Station Centrum            | Leuvenum, Staverden, Elspeet, Uddel, Garderen, Wittenberg, Stroe, Kootwijkerbroek | Streekbus      | 's Avonds en in het weekend als ReserveerRRReis tussen Harderwijk en Elspeet. |
| 111  | Nunspeet Centrum                     | Hierden, Hulshorst                                                                | Streekbus      | 's Avonds en op zondag als ReserveerRRReis.                                   |
| 114  | Barneveld Station Centrum            | Ermelo, Putten, Huinen, Voorthuizen                                               | Streekbus      |                                                                               |
| 142  | Amersfoort Station Vathorst          | Harderhaven, Zeewolde, Nijkerk                                                    | Streekbus      | Rijdt niet in het weekend                                                     |
| 144  | Zeewolde Langezand                   | Harderhaven                                                                       | Streekbus      | Rijdt alleen in het weekend                                                   |
| 147  | Dronten Station                      | Harderhaven, Biddinghuizen                                                        | Streekbus      |                                                                               |
| 206  | Apeldoorn Station                    | Uddel, Nieuw-Milligen                                                             | snelRRReis     | Rijdt niet 's avonds en in het weekend                                        |
| 207  | Lelystad Station Centrum             | Harderhaven, Zeewolde                                                             | snelRRReis     |                                                                               |
| 216  | Almere Stad Station Centrum          | Harderhaven, Zeewolde, Almere Hout                                                | snelRRReis     | Rijdt niet in het weekend                                                     |
| 247  | Biddinghuizen Walibi Holland         | Harderhaven                                                                       | Walibi Express |                                                                               |
| 513  | Ermelo Smidsweg                      | Bouw & Infrapark                                                                  | Buurtbus       |                                                                               |
| 674  | Amersfoort Hoornbeeck/Van Lodenstein | Ermelo, Putten, Nijkerk                                                           | Schoolbus      |                                                                               |

## Ontwikkeling aantal reizigers
Het aantal door NS vervoerde reizigers (per gemiddelde werkdag) ontwikkelde zich sedert 2019 als volgt:
| Jaar | Aantal reizigers |
| ---- | ---------------- |
| 2019 | 6.247            |
| 2020 | 3.061            |
| 2021 | 3.440            |
| 2022 | 4.563            |
| 2023 | 4.993            |
| 2024 | 4.840            |

## Afbeeldingen

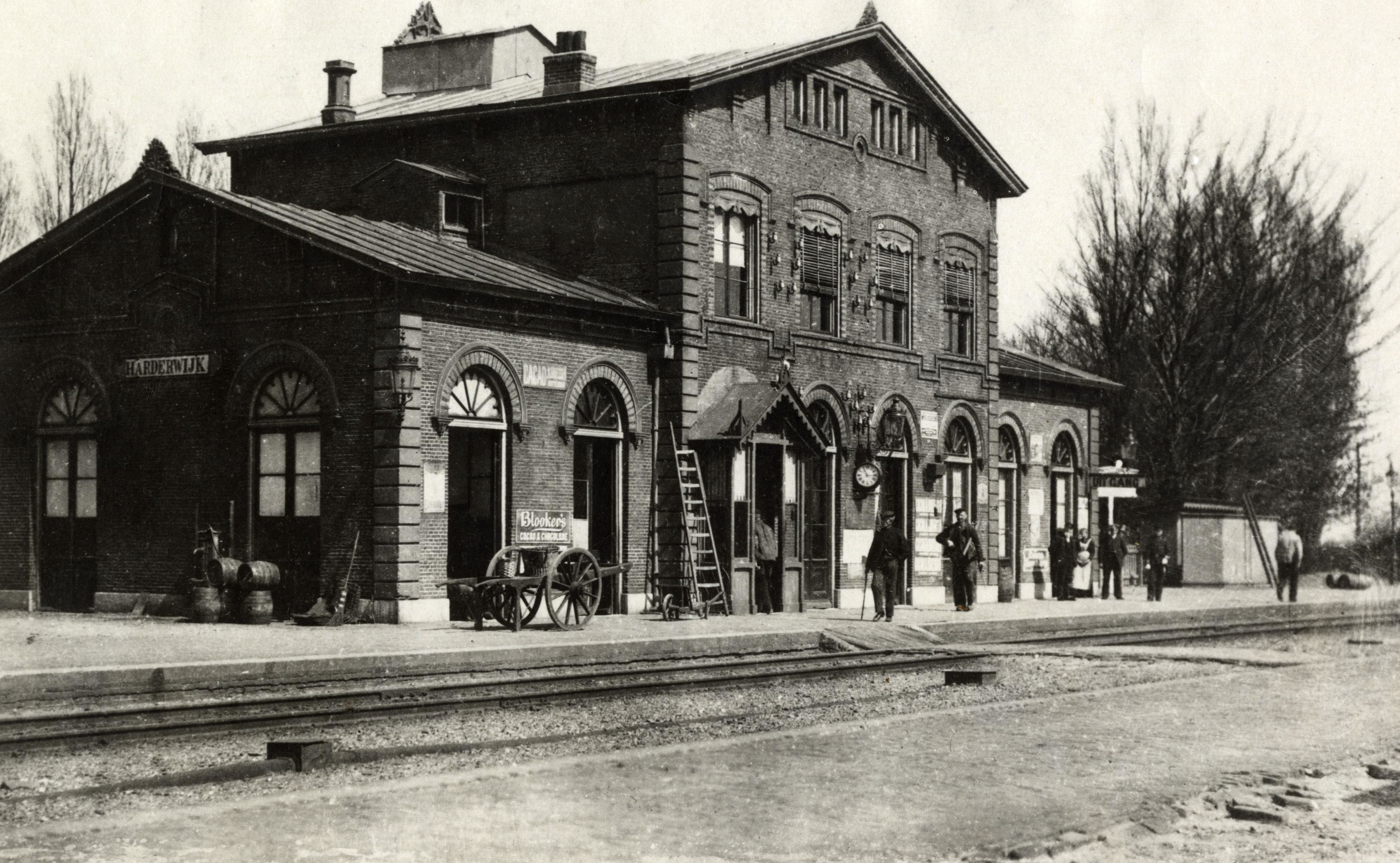
Station rond 1925-1935
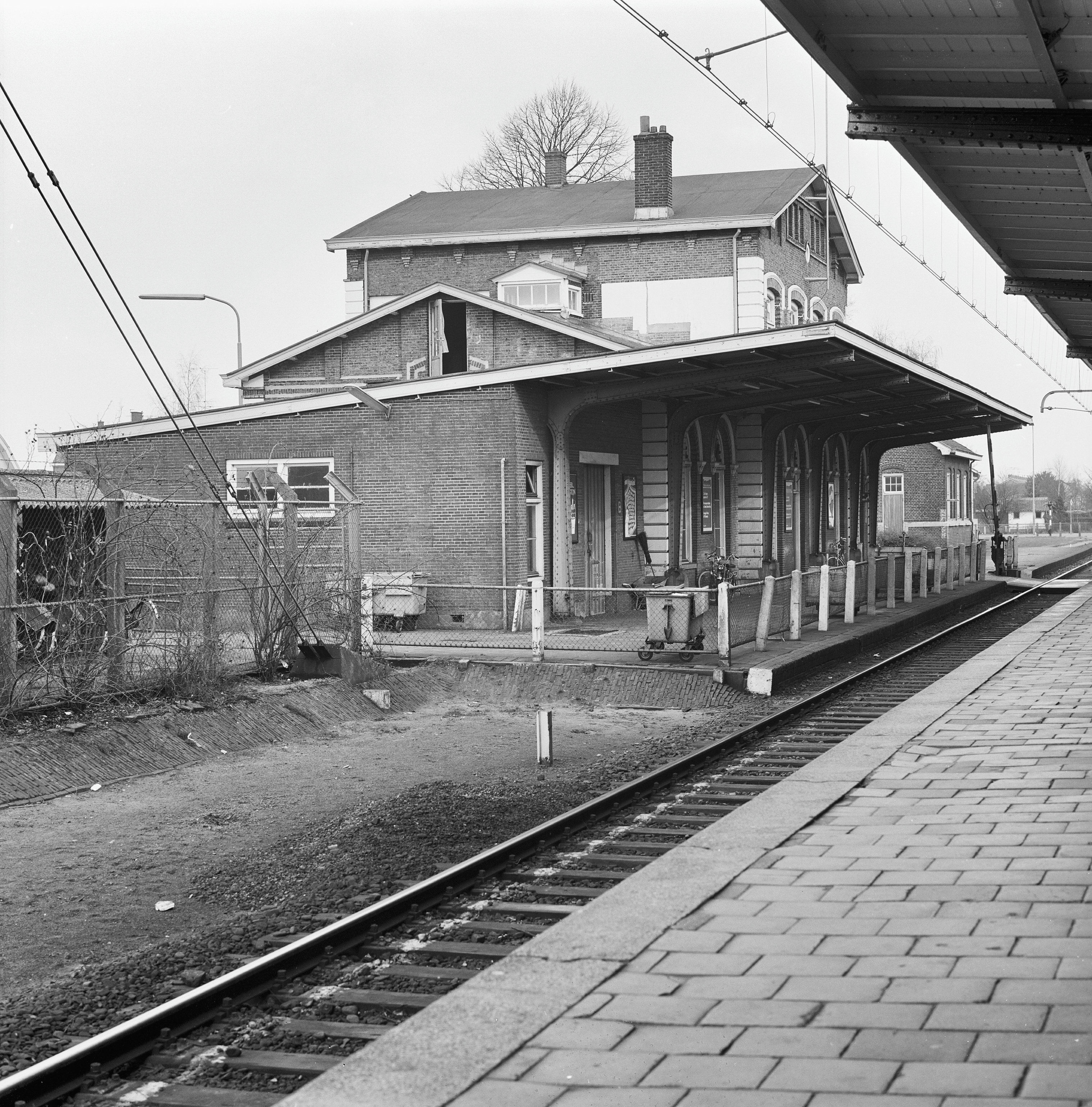
Station Harderwijk in 1974
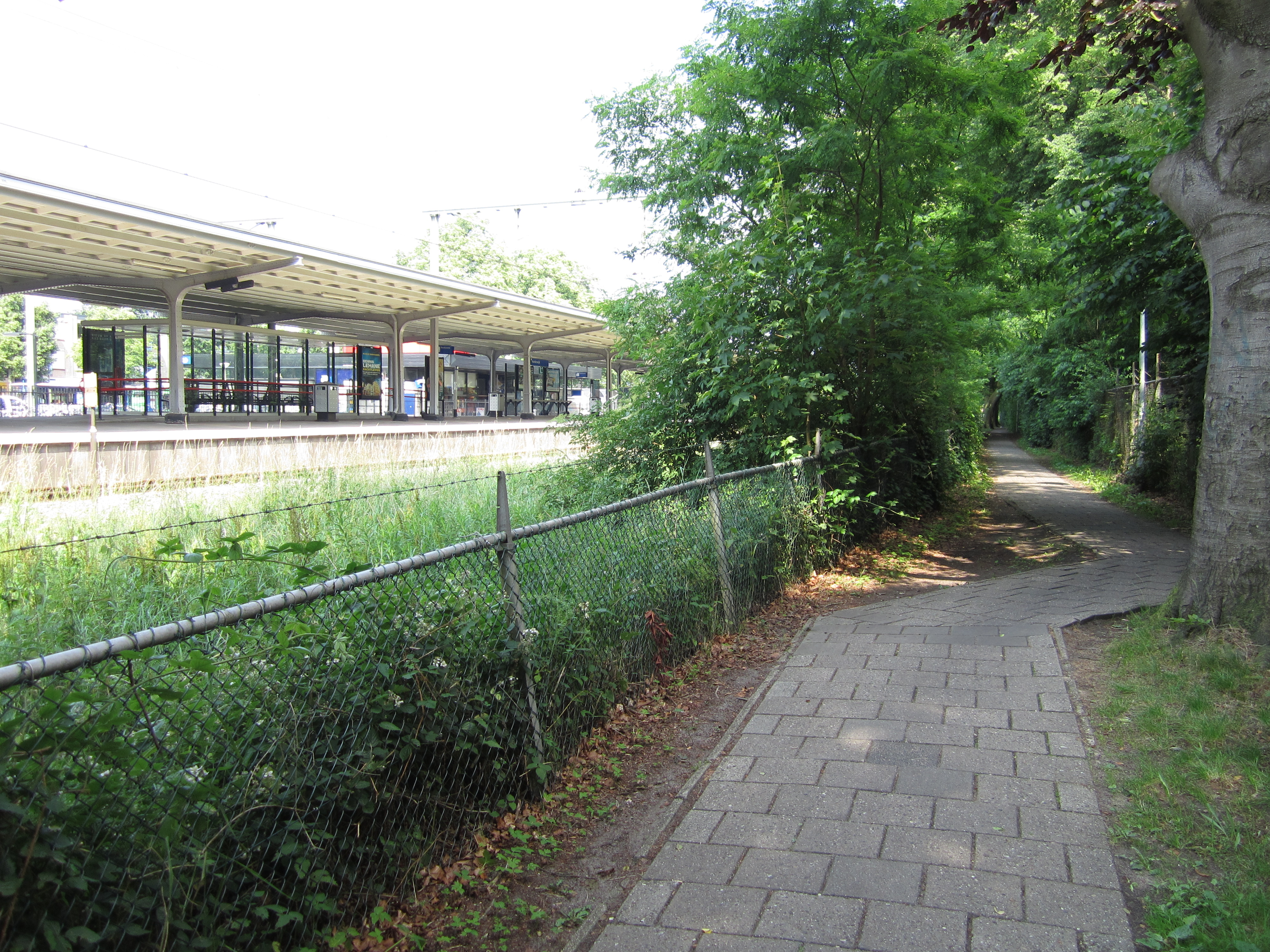
Perron in 2013
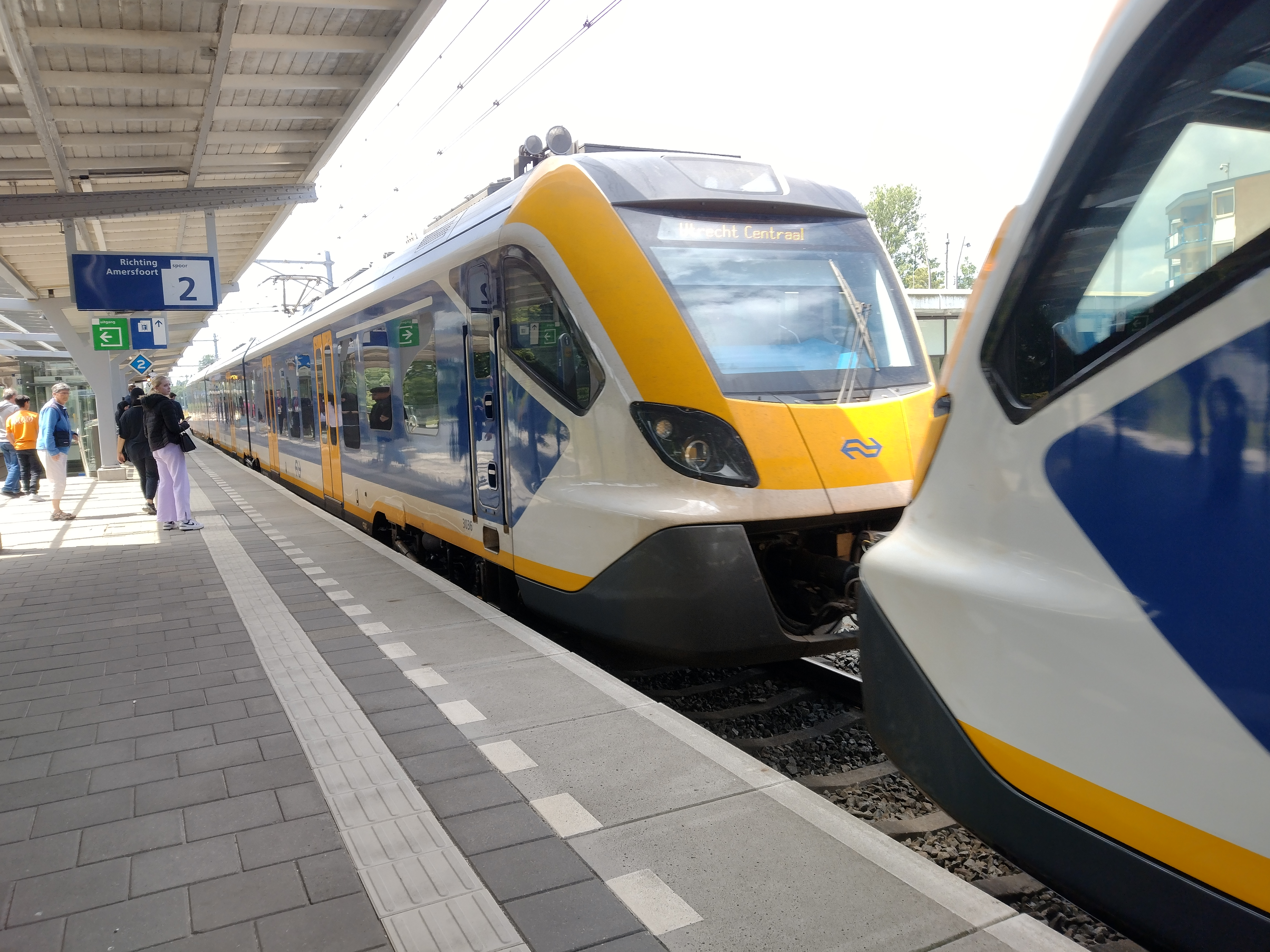
SNG op het station
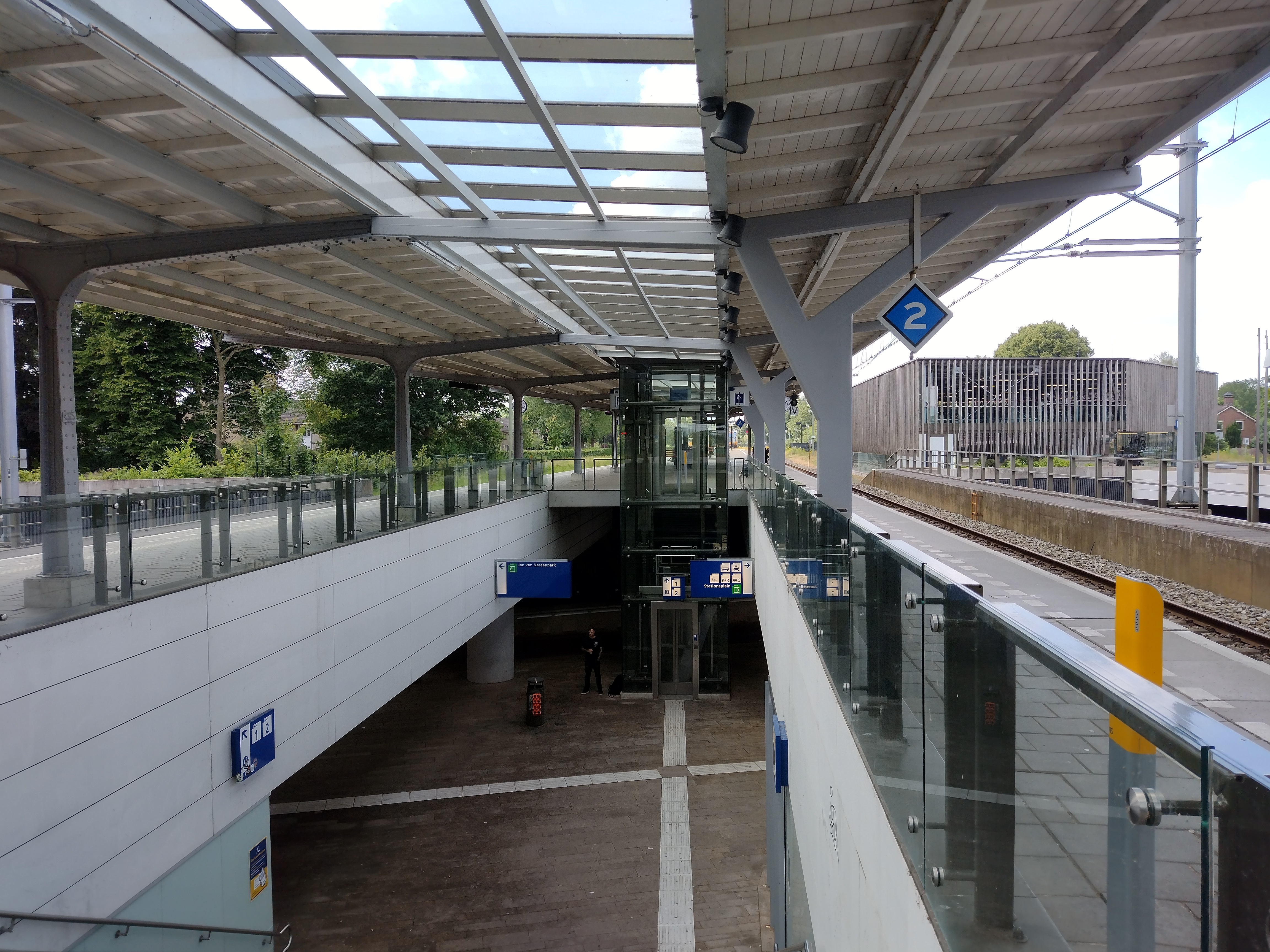
Perron met trap naar tunnel
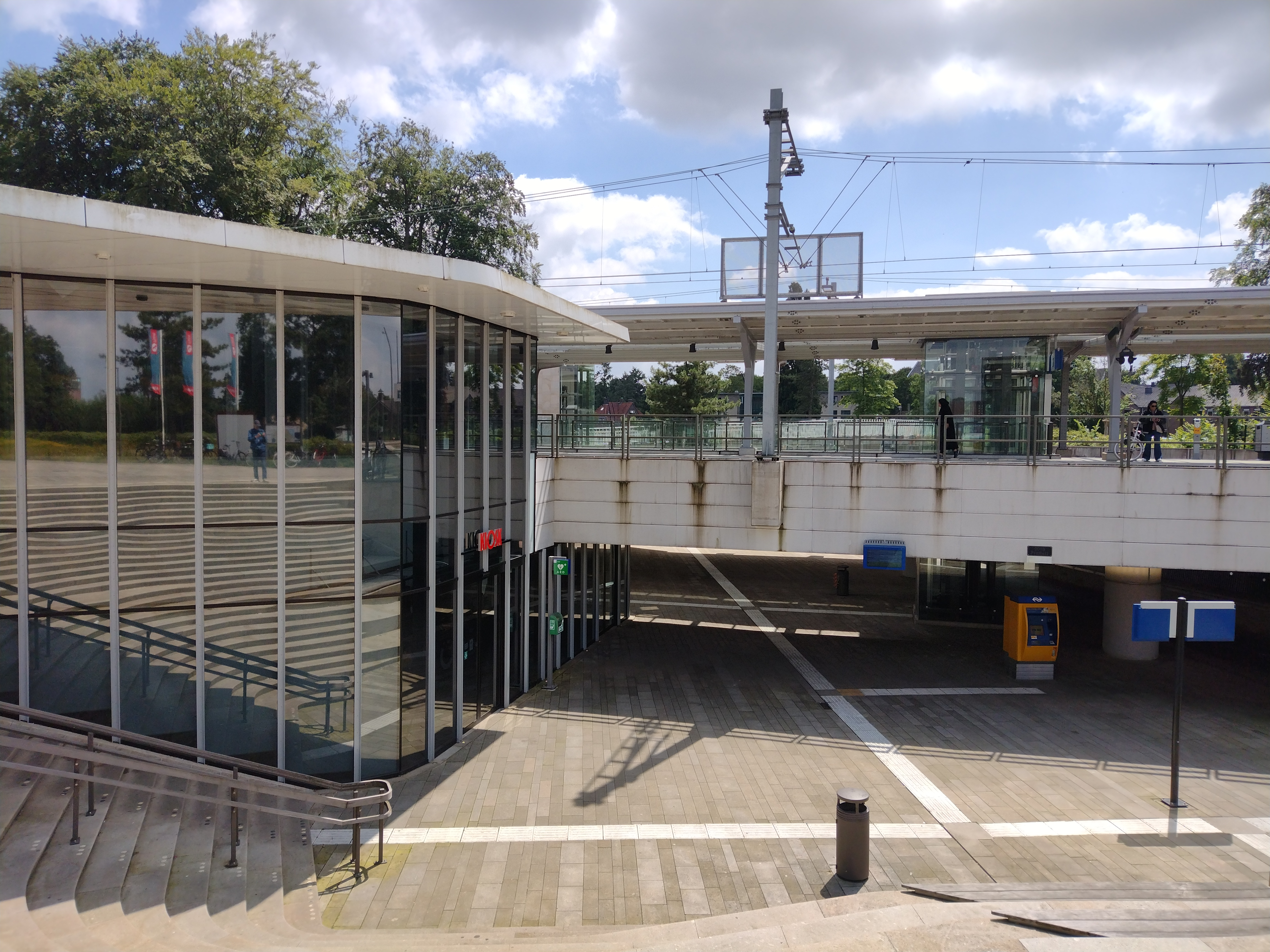
Station in 2024

0: Utrecht Centraal ·
1: Utrecht Buurtstation ·
2:Amsterdamsche Straatweg ·
2: Vechtbrug ·
3: Utrecht Overvecht ·
5: Blauwkapel ·
7: Groenekan Oost ·
9: Bilthoven ·
12: Den Dolder ·
16: Soestduinen ·
19: De Vlasakkers ·
21: Amersfoort Centraal ·
22: Amersfoort NCS ·
23: Amersfoort Koppel ·
24: Bloemendaalsche Weg ·
25: Amersfoort Schothorst ·
26: Liendert ·
28: Hooglanderveen ·
28: Amersfoort Vathorst ·
29: Hoevelaken ·
30: Slichtenhorst ·
32: Nijkerk ·
34: Diermen ·
36: Hooge Steeg ·
38: Bijsteren ·
40: Putten ·
43: Volenbeek ·
45: Ermelo ·
47: Horst-Tonsel ·
49: Harderwijk ·
55: Hulshorst ·
58: Nieuw Groeneveld ·
64: Nunspeet ·
70: 't Harde ·
73: Oldebroek ·
79: Wezep ·
83: Hattemerbroek ·
88: Zwolle NCS ·
88: Zwolle ·
101: Kampen
Huidige stations:
Aalten ·
Apeldoorn · 
-De Maten · 
-Osseveld ·
Arnhem:
-Centraal · 
-Presikhaaf · 
-Velperpoort · 
-Zuid ·
Barneveld:
-Centrum · 
-Noord ·
-Zuid ·
Beesd ·
Brummen ·
Culemborg ·
Didam ·
Dieren ·
Doetinchem · 
-De Huet · 
Duiven ·
Ede:
-Centrum ·
-Wageningen ·
Elst ·
Ermelo ·
Gaanderen · 
Geldermalsen ·
't Harde ·
Harderwijk ·
Hemmen-Dodewaard ·
Kesteren ·
Klarenbeek ·
Lichtenvoorde-Groenlo ·
Lochem ·
Lunteren ·
Nijkerk ·
Nijmegen · 
-Dukenburg · 
-Goffert · 
-Heyendaal · 
-Lent ·
Nunspeet · 
Oosterbeek ·
Opheusden ·
Putten ·
Rheden ·
Ruurlo ·
Terborg ·
Tiel · 
-Passewaaij ·
Twello · 
Varsseveld · 
Veenendaal-De Klomp · 
Velp · 
Voorst-Empe · 
Vorden · 
Wehl ·
Westervoort · 
Wezep · 
Wijchen ·
Winterswijk · 
-West · 
Wolfheze · 
Zaltbommel · 
Zetten-Andelst · 
Zevenaar · 
Zutphen
Voormalige stations: lijst van voormalige spoorwegstations in Gelderland